# بربيت ثنائي التسنن
بربيت ثنائي التسنن (الاسم العلمي: Lybius bidentatus) (بالإنجليزية: Double-toothed Barbet)‏ هو نوع من الطيور يتبع جنس البربيت الأفريقي من الفصيلة البربيتية.